# Gambusia manni
Gambusia manni är en fiskart som beskrevs av Hubbs 1927. Gambusia manni ingår i släktet Gambusia och familjen Poeciliidae. Inga underarter finns listade i Catalogue of Life.